# Säbit Muqanow

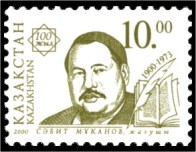
Säbit Muqanow auf einer kasachischen Briefmarke

Säbit Muqanuly Muqanow (kasachisch Сәбит Мұқанұлы Мұқанов, russisch Сабит Муканович Муканов Sabit Mukanowitsch Mukanow; * 13. Apriljul. / 26. April 1900greg. in der Oblast Akmolinsk, Russisches Kaiserreich; † 18. April 1973 in Alma-Ata) war ein kasachisch-sowjetischer Schriftsteller.

## Leben
Muqanow wurde 1900 im heutigen Nordkasachstan geboren. Vom örtlichen Mullah lernte er das Schreiben und bereits im Alter von 15 Jahren begann er Gedichte zu verfassen. In den Jahren 1918 und 1919 besuchte er das Lehrerseminar in Omsk. Zu dieser Zeit arbeitete er auch für den Schriftsteller Maghschan Schumabai und verfasste erste eigene Gedichte. Darin thematisierte er sein eigenes Leben in ärmlichen Verhältnissen und forderte zugleich junge Menschen auf zu studieren und nach Wissen zu streben. Nach dem Abschluss des Lehrerseminars unterrichtete er als Lehrer in einer Dorfschule.
1920 trat er der Kommunistischen Partei bei und im folgenden Jahr war er Mitglied einer Sondertruppe der Verwaltung der Oblast Akmolinsk. Von 1922 bis 1926 studierte Muqanow an der RabFak in Orenburg und anschließend arbeitete er bis 1928 bei der Zeitung Jengbekschi qasaq. In diesem Jahr erschien auch sein erster Roman, der vom Klassenkampf in Kasachstan handelt. 1932 begann er ein Studium am Institut der Roten Professur in Moskau. Nachdem er das Institut 1935 abgeschlossen hatte, kehrte er wieder in seine Heimat zurück, wo er Herausgeber der Zeitung Qasaq ädebijeti wurde. Von 1936 bis 1937 war er auch Vorsitzender des Schriftstellerverbandes der Kasachischen SSR. Anschließend unterrichtete er bis 1941 am Kasachischen Pädagogischen Institut in Alma-Ata. Während dieser Zeit beschäftigte er sich mit der kasachischen Literatur vom 18. bis zum frühen 20. Jahrhundert und studierte die Werke bekannter kasachischer Autoren. Er verfasste mehr als 200 wissenschaftliche Artikel und veröffentlichte 1947 ein ethnographisches Werk, in dem er Material über Kultur, Kunst, Literatur und Sprache des kasachischen Volkes gesammelt hatte. Von 1943 bis 1951 war er erneut Vorsitzender des Schriftstellerverbandes. Seit 1954 war er Akademiemitglied der Akademie der Wissenschaften der kasachischen SSR. Von 1958 bis 1969 war er dann Mitglied des sowjetischen Friedenskomitees und zusätzlich ab 1965 auch Vorsitzender der kasachischen Abteilung der Gesellschaft für Freundschaft und kulturelle Beziehungen mit arabischen Ländern.
In den 1960er Jahren erschien Muqanows autobiografische Trilogie, für die er 1968 den Staatspreis der Kasachischen SSR erhielt. In den letzten Jahren seines Lebens arbeitete er an einem dreibändigen Roman über das Leben von Schoqan Uälichanuly, der aber unvollendet blieb.
Muqanow war auch politisch aktiv gewesen. So war er zwischen 1956 und 1966 Mitglied des Zentralkomitees der Kommunistischen Partei der Kasachischen SSR. Außerdem war er von 1947 bis 1973 Abgeordneter im Obersten Sowjet der Kasachischen SSR.
Er starb am 18. April 1973 in Alma-Ata.

## Ehrungen
- Staatspreis der Kasachischen SSR (1967)
- Leninorden (zweimal)
- Orden des Roten Banners der Arbeit (zweimal)
- Ehrenzeichen der Sowjetunion